# Typosyllis lunaris
Typosyllis lunaris är en ringmaskart som beskrevs av Imajima 1966. Typosyllis lunaris ingår i släktet Typosyllis och familjen Syllidae. Inga underarter finns listade i Catalogue of Life.